# BBA 인디애나폴리스
BBA 인디애나폴리스(영어: BBA Indianapolis)는 미국 인디애나주 인디애나폴리스를 연고지로 NBA가 생기기 전에는 BAA(영어: Basketball Association of America)에 참가할 계획이었지만 1946~1947시즌 전 창단이 취소되었던 팀이다.
1948년부터 1949년까지 같은 연고지(인디애나주 인디애나폴리스)에 인디애나폴리스 제츠(영어: Indianapolis Jets)가 있고, 1967년부터 현재까지 인디애나 페이서스(영어: Indiana Pacers)가 있다.

## 같이 보기
- 인디애나폴리스 제츠
- 인디애나폴리스 올림피안즈
- 인디애나 페이서스
- 인디애나 피버